# Ryzyko (gra)

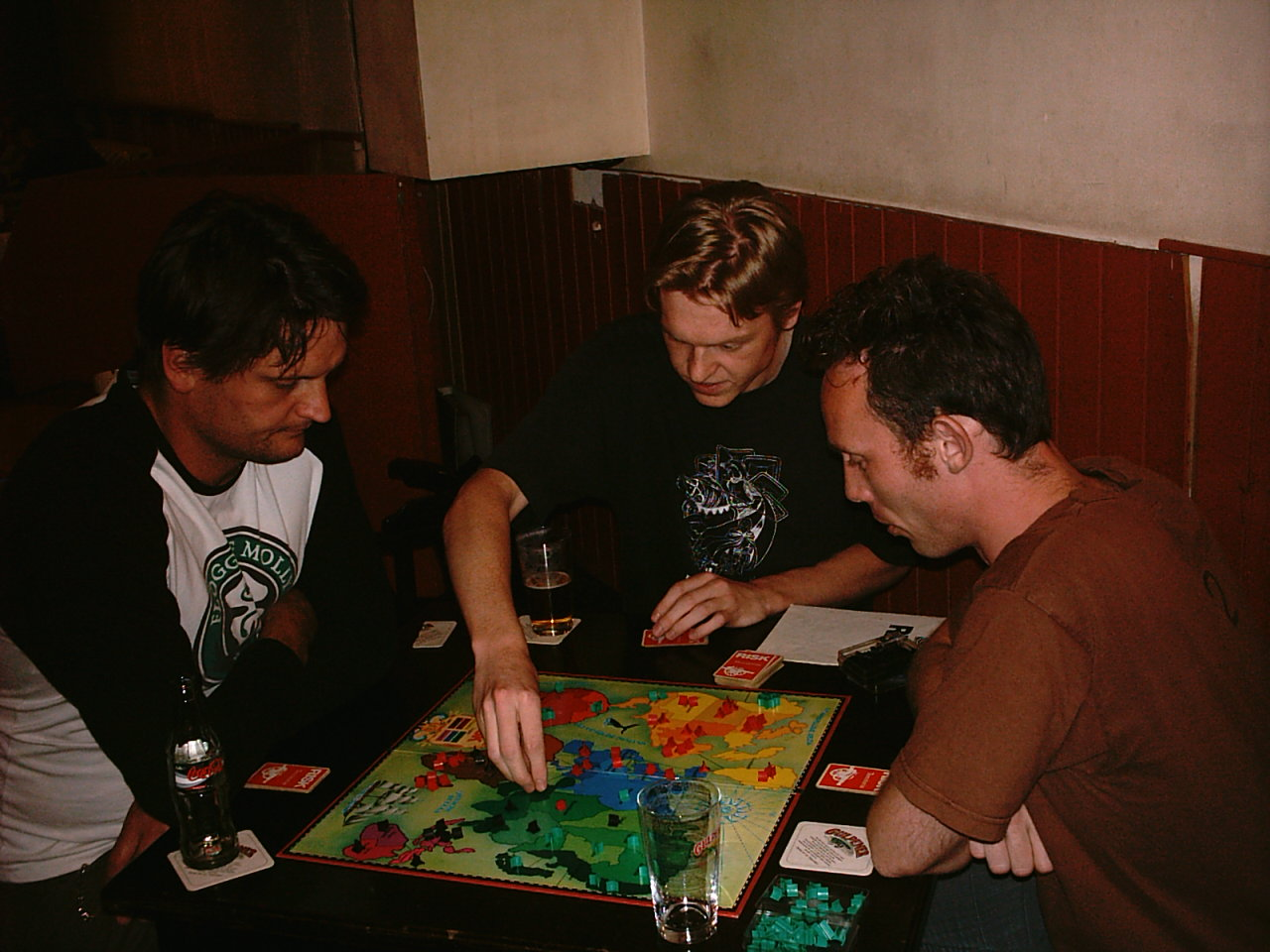
Trzy osoby grające w "Ryzyko".

Ryzyko – komercyjna, planszowa gra strategiczna produkowana przez Parker Brothers (dziś część Hasbro). Gra została stworzona przez francuskiego reżysera filmów Alberta Lamorisse'a i jej pierwsza wersja ukazała się we Francji w 1957 roku pod nazwą „La Conquête du Monde” (co można tłumaczyć jako „Podbój świata”).
Ryzyko jest grą turową przeznaczoną dla młodzieży i dorosłych, a może w nią grać równocześnie od dwóch do sześciu osób. Plansza, na której toczy się rozgrywka, jest polityczną mapą świata podzieloną na czterdzieści dwa terytoria, które składają się na sześć kontynentów. Każdy gracz otrzymuje na początku gry armię w wybranym kolorze, którą ma zdobywać terytoria pozostałych graczy tak, by mieć pod swoją kontrolą cały świat lub – w innym wariancie gry – by spełnić otrzymane na początku gry tajne zadanie.

## Wyposażenie
W grze dysponujemy trzema rodzajami wojska: piechotą, kawalerią i artylerią. Kawaleria jest równa pięciu pionkom piechoty, a artyleria dwóm kawalerii – te odmienne pionki zostały wprowadzone, by móc na mapie umieścić większą ilość wojska i łatwiej można było ją liczyć. W grze znajduje się sześć zestawów tych pionków w różnych kolorach. Prócz tego w pudełku znajdziemy trzy czerwone kości do gry (służące do ataku) i dwie niebieskie (do obrony).
Prócz tego znajdują się czterdzieści dwie karty reprezentujące każde z terytoriów na mapie oraz dwie dodatkowe – jokery. Na każdej karcie oprócz obrazka (wraz z podpisem) danego terytorium znajdziemy symbol jednego z rodzajów wojska (piechoty, kawalerii lub artylerii), zaś na jokerach znajdują się te trzy symbole bez rysunku terytorium. Karty te mogą służyć do rozlosowania między graczami, które terytorium do kogo ma należeć (zależy od rodzaju gry), a także służą jako nagroda za zajęcie terytorium należącego do innego gracza, jednak taką nagrodę dostaje się maksymalnie raz na turę. Karty są kompletowane przez gracza i mogą być wymieniane podczas dozbrajania swoich oddziałów przed kolejną turą ruchu w postaci sekwensów (tzn. wymieniane są trzy karty z wizerunkiem piechoty, kawalerii bądź artylerii lub trzy karty z różnymi wizerunkami), jokerem można zastąpić brakującą kartę. Sekwensy mogą mieć stałą wartość przy wymianie lub mogą się zmieniać w zależności od tego ile razy sekwensy zostały wymieniane przez wszystkich graczy (także zależy to od wersji gry). Do gry dołączonych jest też dwadzieścia osiem kart z misjami, które wykorzystywane są w niektórych wariantach gry i wtedy każdy gracz musi wypełnić zadanie znane tylko jemu samemu.

## Przygotowanie do gry
Gracze ustawiają po jednym pionku na terytoriach, które zostały im przydzielone podczas rozdawania kart lub na wybranych przez siebie (w zależności od rodzaju gry) i to ustawianie kończy się gdy wszystkie pola na mapie zostaną zajęte. Jeżeli gra ma polegać na wykonaniu misji to losowane są misje dla każdego gracza, a następnie następuje dozbrajanie własnych wojsk. Każdy z graczy kładzie na swoich terytoriach wcześniej ustaloną liczbę wojsk, w zależności od postawionego przez grę lub siebie celu. Jeden z graczy zaczyna grę.

## Ruch gracza

### Dozbrajanie się
Na początku tury każdego gracza następuje uzupełnienie jego armii. Może on postawić na swoim terytorium pewną liczbę jednostek wojska, w zależności od liczby posiadanych przez siebie terytoriów, kontynentów i tego czy może wymienić sekwens kart. Gracz otrzymuje tyle wojsk, ile wynosi cecha wyniku dzielenia liczby terytoriów przez trzy (np: gdy gracz posiada 13 terytoriów to [13/3]=4, a więc otrzymuje cztery jednostki wojska), przy czym jeżeli ma liczbę terytoriów mniejszą niż dziewięć to i tak otrzymuje trzy jednostki wojska. Za kontrolowanie wszystkich terytoriów w danym kontynencie, gracz otrzymuje dodatkowe jednostki: za Azję – 7, Europę albo Amerykę Północną – 5, Afrykę – 3, Australię albo Amerykę Południową – 2.
Jeżeli gracz ma trzy karty o tym samym nominale, lub trzy o różnych nominałach może je wymienić na dodatkowe jednostki wojska, w zależności od przyjętych zasad. Często przyjmuje się, że za trzy karty piechoty gracz otrzymuje cztery jednostki, za trzy kawalerii sześć jednostek, za trzy artylerii osiem jednostek, a za trzy różne karty dziesięć jednostek. Istnieją modyfikacje gry, gdzie gracze, w zależności od tego który raz wymieniane są karty, otrzymują rosnącą liczbę jednostek (wartości są wcześniej z góry ustalone). Karty, po wymianie na jednostki wojska, są oddawane na spód stosu wszystkich kart „Ryzyka”.

### Atak
Po dozbrojeniu swoich wojsk, gracz może podjąć atak po to by poszerzyć swoje terytorium, a także zyskać kartę „Ryzyka”. Atakujący mogą atakować tylko na bezpośrednio sąsiadujące z nimi tereny, które należą do innych graczy. O zwycięstwie jednego z gracza w walce o terytorium decydują wyrzucone przez niego liczby na kostce. O przerwaniu walki o dane terytorium decyduje gracz atakujący lub zajęcie przez niego tego terytorium. Gracz w jednej turze może atakować dowolną ilość razy, a ruch swój kończy przesunięciem wojsk z jednego terytorium do drugiego, które jest opcjonalne. Jeżeli gracz podczas swojego ataku podbije ostatnie terytorium jednego z graczy otrzymuje jego karty „Ryzyka”.
Jeżeli atakujący zniszczy wszystkie wojska broniące się na danym terytorium to przesuwa swoje wojsko do tego terytorium. Może z niego atakować dalej na inne graniczące z nim tereny. Minimalna liczba przesuniętego wojska musi się równać liczbie kości które zostały użyte do ataku na ten teren. Atakujący może atakować maksymalnie trzema kośćmi, przy czym zawsze na terenie z którego atakuje musi pozostać chociaż jeden pionek piechoty, który nie bierze udziału w ataku. Broniący zaś broni się maksymalnie dwoma kośćmi, aż do ostatniego pionka, a w wypadku gdy na jego terytorium został tylko jeden pionek piechoty broni się jedną kością.
Aby stwierdzić kto traci armię podczas ataku porównuje się najwyższe liczby oczek na kościach. Na przykład, jeżeli atakujący wyrzuci 6, 3, 4 a broniący się 5, 6 to porównuje się 6 atakującego do 6 broniącego się i 4 atakującego do 5 broniącego się. Aby atakujący zwyciężył w ataku porównywana liczba oczek na porównywanych do siebie kościach musi być większa, jeżeli jest równa lub mniejsza, zwycięstwo odnosi broniący się. W podanym wyżej przykładzie atakujący traci dwa pionki piechoty.

### Kończenie ruchu
Kiedy gracz kończy atak może przesunąć swoją armię lub jej część z jednego do drugiego terytorium, które ze sobą graniczy, przy czym na terenie z którego przesuwa swoje wojsko musi pozostać chociaż jeden pionek piechoty. Z podbicie chociaż jednego terytorium w danej turze gracz uzyskując jedną i tylko jedną w turze kartę „Ryzyka”. Przy czym gracz nie może być w posiadaniu więcej niż pięciu kart, w przeciwnym wypadku nie dostaje karty. Karty można wymieniać podczas dozbrajania się, co zostało omówione powyżej. Następnie atakuje kolejna osoba siedząca po lewej stronie gracza..

### Sojusze
W grze oficjalnie nie zawiera się sojuszy, jednak często tworzą się pewne nieformalne, które mają na celu osłabić najmocniejszego gracza, który w widoczny sposób dominuje nad innymi graczami. Często podczas takich ataków umacnia się najsłabszy gracz i niepostrzeżenie może dzięki temu stać się zawodnikiem, który będzie dominował w grze.

### Prawdopodobieństwo w rzucaniu kośćmi
Atakujący może używać do ataku maksymalnie trzech kości, a broniący się maksymalnie dwóch. Jest to uzależnione od ilości oddziałów znajdujących się na danym terytorium. Rzucanie większą ilością kości daje większe prawdopodobieństwo zwycięstwa co przedstawia poniższa tabela:
| Prawdopodobieństwo wygrania rzutem kością w grze „Ryzyko” | Prawdopodobieństwo wygrania rzutem kością w grze „Ryzyko” | Prawdopodobieństwo wygrania rzutem kością w grze „Ryzyko” | Atakujący        | Atakujący         | Atakujący          |
| Prawdopodobieństwo wygrania rzutem kością w grze „Ryzyko” | Prawdopodobieństwo wygrania rzutem kością w grze „Ryzyko” | Prawdopodobieństwo wygrania rzutem kością w grze „Ryzyko” | jedna kość       | dwie kości        | trzy kości         |
| Broniący się                                              | jedna kość                                                | Atakujący wygrywa                                         | 15/36 = 41,67%   | 125/216 = 57,87%  | 855/1296 = 65,97%  |
| Broniący się                                              | jedna kość                                                | Broniący się wygrywa                                      | 21/36 = 58,33%   | 91/216 = 42,13%   | 441/1296 = 34,03%  |
| Broniący się                                              | dwie kości                                                | Atakujący wygrywa                                         | 55/216 = 25,46%  | 295/1296 = 22,76% | 2890/7776 = 37,17% |
| Broniący się                                              | dwie kości                                                | Broniący się wygrywa                                      | 161/216 = 74,54% | 581/1296 = 44,83% | 2275/7776 = 29,26% |
| Broniący się                                              | dwie kości                                                | Remis                                                     | niemożliwe       | 420/1296 = 32,41% | 2611/7776 = 33,58% |

### Prawdopodobieństwo ułożenia sekwensu z kart „Ryzyka”
Tutaj, w poniższej tabeli, przedstawione jest prawdopodobieństwo ułożenia sekwensu (trzech kart o innych wartościach), które w czasie gry można wymienić na dodatkowe jednostki. W obliczeniach pominięto jockery i ograniczono ilość kart do pięciu, ponieważ gracz nie może mieć ich więcej, chyba że w danej turze uzyskał karty od innego gracza podbijając go.
| Liczba kart | Prawdopodobieństwo utworzenia sekwensu |
| ----------- | -------------------------------------- |
| 1 lub 2     | 0%                                     |
| 3           | 33,3%                                  |
| 4           | 85,6%                                  |
| 5           | 100%                                   |

Jocker nie reprezentuje żadnej karty – zastępuje wszystkie – czyli mając go mamy pewność, że uda się nam utworzyć sekwens z dowolnymi dwoma kartami.

## Różne wariacje gry
Przez lata firmy Parker Brothers i Hasbro wydało wiele różnych edycji zasad gry. Najczęściej używane są trzy warianty gry: gra o dominację w świecie – najczęściej stosowna przy dwóch graczach, dla urozmaicenia może być dodana np. trzecia armia neutralna, która jedynie się broni. Drugi wariant gry jest to gra o podbicie stolic. Każdy gracz ma na jednym ze swoich terytoriów stolicę, wygrywa ten gracz który podbije wszystkie stolice pozostałych graczy. Oraz trzecia możliwość – gra, która polega na zrealizowaniu sekretnego zadania – która jest standardem w europejskich wersjach gry. Zadaniem gracza jest wypełnienie misji jako pierwszy w czasie gry. Każdy z graczy ma inne zadanie znane tylko sobie i musi dążyć do jego realizacji oraz przeszkadzać innym, by oni go nie mogli zrealizować. Zadania polegają np. na zajęciu 24 terytoriów, albo dwóch czy trzech kontynentów.

### Plansza
Plansza przedstawia mapę świata podzieloną na kontynenty, które z kolei podzielone są na terytoria:
| Kontynent          | Kolor        | Ilość terytoriów |
| ------------------ | ------------ | ---------------- |
| Afryka             | Brązowy      | 6                |
| Azja               | Zielony      | 12               |
| Australia          | Szary        | 4                |
| Europa             | Niebieski    | 7                |
| Ameryka Północna   | Żółty        | 9                |
| Ameryka Południowa | Pomarańczowy | 4                |

Niektóre terytoria mają wspólną granicę lub łączy je linia poprowadzona przez obszar morski.
Terytoria występujące w grze
Północna Ameryka
1. Alaska
2. Alberta
3. Ameryka Środkowa
4. Stany Zjednoczone Wschodnie
5. Grenlandia
6. Terytoria Północno-Zachodnie
7. Ontario
8. Quebec
9. Stany Zjednoczone Zachodnie

Południowa Ameryka
1. Argentyna
2. Brazylia
3. Peru
4. Wenezuela

Europa
1. Wielka Brytania
2. Islandia
3. Europa Północna
4. Skandynawia
5. Europa Południowa
6. Ukraina
7. Europa Zachodnia

Afryka
1. Kongo
2. Afryka Wschodnia
3. Egipt
4. Madagaskar
5. Afryka Północna
6. Afryka Południowa

Azja
1. Afganistan
2. Chiny
3. Indie
4. Irkucja
5. Japonia
6. Kamczatka
7. Środkowy Wschód
8. Mongolia
9. Tajlandia
10. Syberia
11. Syberia Wschodnia
12. Ural
13. Jakucja

Australia
1. Australia Zachodnia
2. Indonezja
3. Nowa Gwinea
4. Australia Wschodnia